# (74357) 1998 WZ12
(74357) 1998 WZ12 – planetoida z pasa głównego asteroid okrążająca Słońce w ciągu 4,64 lat w średniej odległości 2,78 j.a. Odkryta 21 listopada 1998 roku.